# Aromatica Germenexcitación en Orgías De Viscosa Y Amarga Putrefación
Aromatica Germenexcitación en Orgías De Viscosa Y Amarga Putrefación jest kolejnym pełnym albumem meksykańskiej grupy goregrindowej Paracoccidioidomicosisproctitissarcomucosis. Album znów prezentuje długie tytuły piosenek i szokujące ich teksty na temat seksu i pornografii.

## Lista utworów[3]
1. Zombies Sadomasoquistas Hacia La Linfatica Descomposición Esquitosomasis
2. Azoospermia (Rancid Penetration Inmunology In The Anfitheater)
3. Sarcastica Y Sofocante Micoplasma Neumonia Con Clamidias En La Monucleosis Infecciosa
4. Sean Bienvenidas A Nuestras Paradas, Duras Y Jugosas Vergas (erótica Clitoridectomia Ataxxxia Hacia Una Intradermorreacion I Miosotis Con Osteolosis)
5. Coitoexamen Sexológico A Una Obesa Bisexual Fornicando Con Una Lesbiana Anoréxica. Ambas Con Vaginismo Orgásmico Clitorideo Y Dispareuniavasocongestión Placentera
6. Arriba México Porno Ensangrentados Mexicas
7. Truncación De La Erección Clitoral (Cunnilingus)
8. Erótico Festejo Anal Por La Inmolada E Irreconocible Carne Femenil (Aromática Germenexcitación En Orgías De Viscosa Y Amarga Putrefacción)